# Telebasis rubricauda
Telebasis rubricauda – gatunek ważki z rodziny łątkowatych (Coenagrionidae). Występuje na terenie Ameryki Południowej.